# Diego Pol

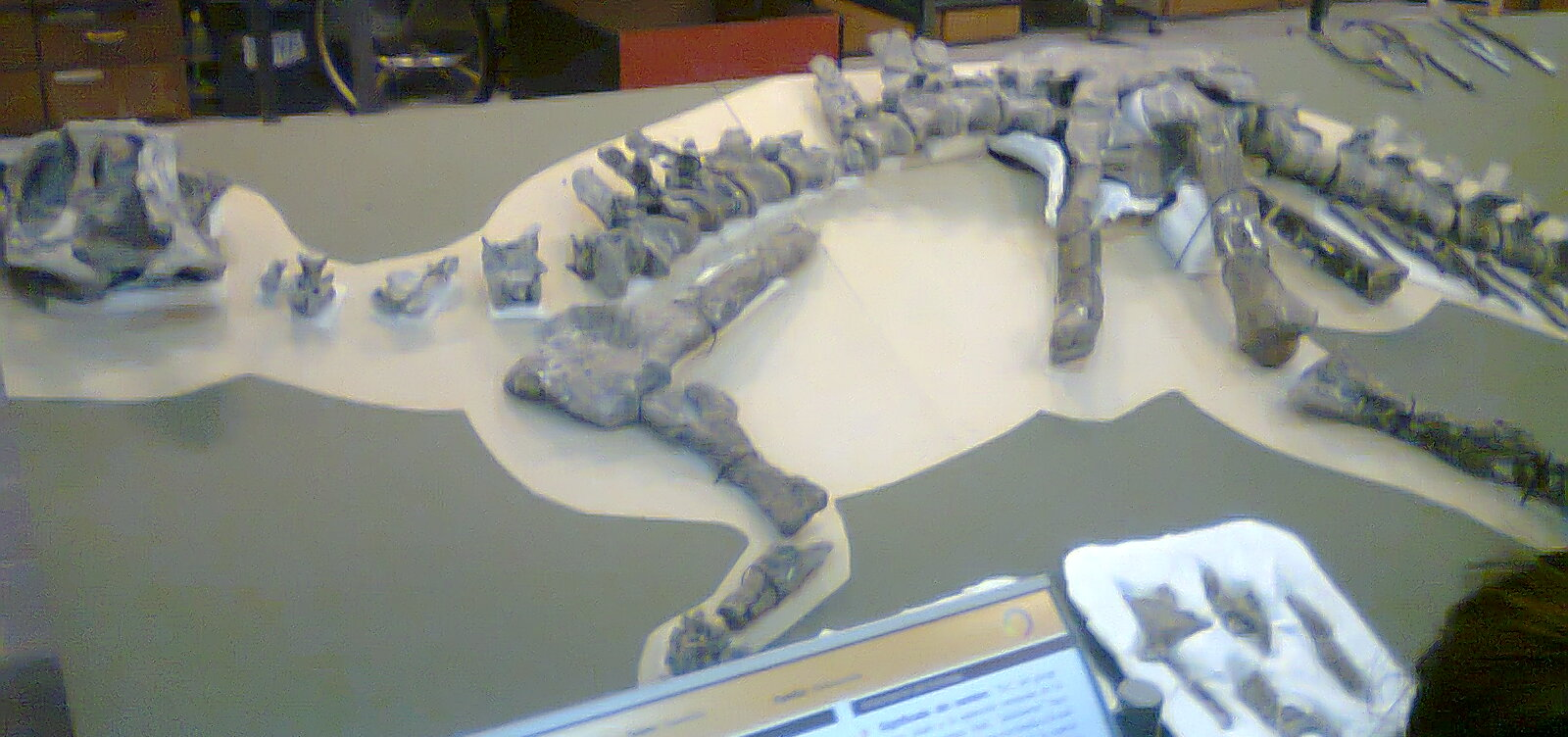
Fósiles de Eoabelisaurus, Museo Egidio Feruglio

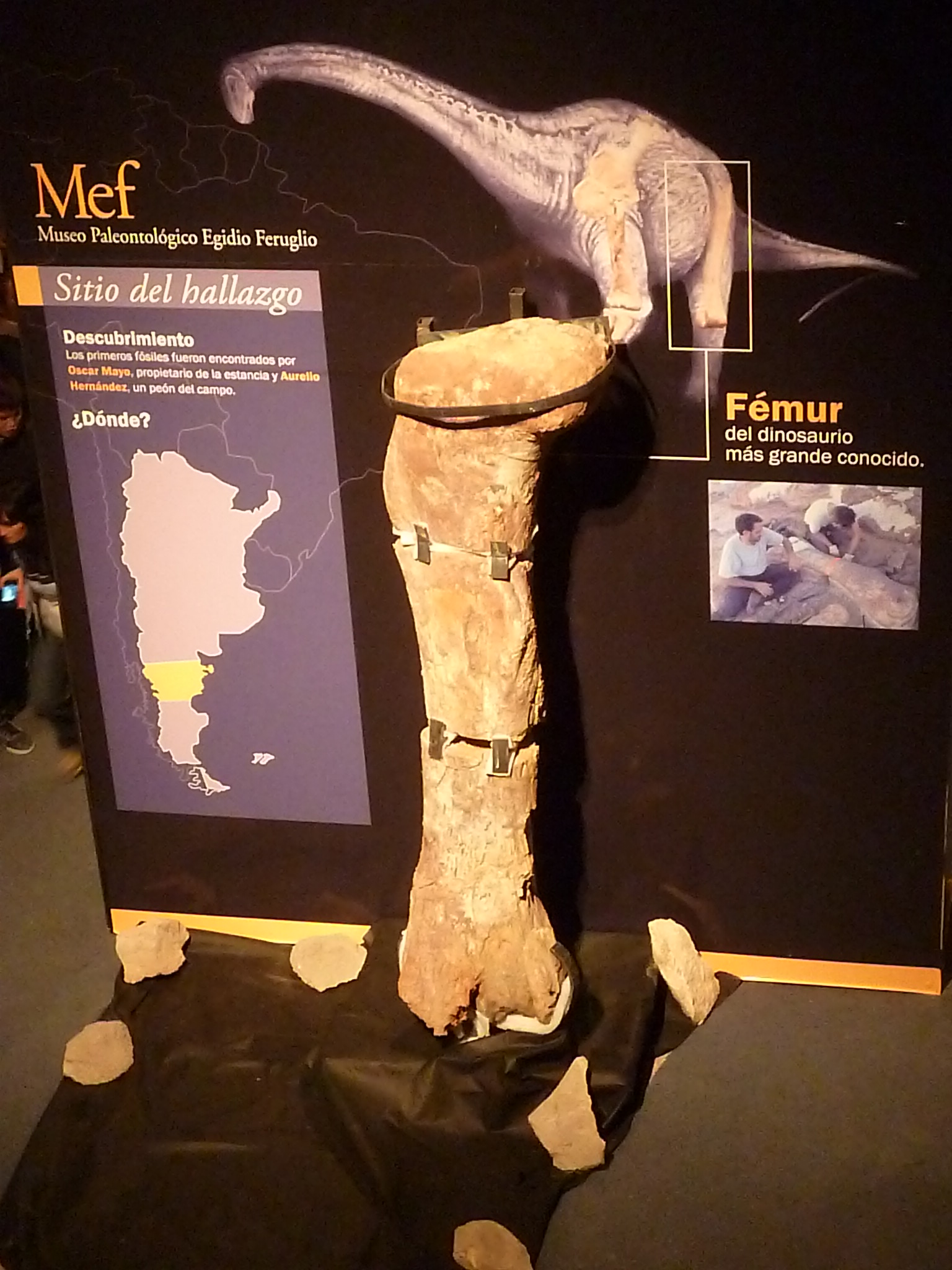
Fósil del titanosauria del Chubut, Museo Egidio Feruglio

Diego Pol (Rosario, 23 de junio de 1974) es un paleontólogo argentino, especializado en dinosaurios de la Patagonia, que habitaron durante el Mesozoico. Se desempeña como Investigador Principal del CONICET en el Museo Paleontológico Egidio Feruglio de Trelew. Ha participado en el descubrimiento y nombramiento de varias especies de dinosaurios como el Lorosuchus, Manidens, Glacialisaurus, Eoabelisaurus, entre otras.

## Biografía
Diego Pol nació en Rosario, el 23 de junio de 1974, pero durante su infancia se mudó junto a su familia a la ciudad de Buenos Aires. Realizó sus estudios secundarios en el Colegio Nacional de Buenos Aires y en 1999 se graduó de licenciado en Ciencias Biológicas de la Facultad de Ciencias Exactas y Naturales de la UBA. 
En 1999 se trasladó a Nueva York, Estados Unidos, para continuar con sus estudios. Obtuvo los títulos de magíster y de doctor en un programa conjunto del Museo Americano de Historia Natural y la Universidad de Columbia. Sus tesis de doctorado fue sobre la evolución de dinosaurios basales y crocodyliformes mesozoicos y estuvo dirigida por el Dr. M. A. Norel.
En 2005 realizó estudios postdoctorales en el Mathematical Biosciences Institute de la Universidad Estatal de Ohio. Allí, bajo la dirección de los doctores D. Janies (OSU) y P. Goloboff (CONICET), trabajó en métodos heurísticos de búsquedas de árboles filogenéticos.
En 2006 regresó a la Argentina para comenzar a trabajar en el Museo Paleontológico Egidio Feruglio, participando de los trabajos de campo y estudiando los fósiles y materiales hallados allí. Su línea de trabajo se enmarca en las relaciones filogenéticas y la evolución de arcosaurios mesozoicos.
Formó parte, junto a José Luis Carballido, del descubrimiento de lo que sería el titanosaurio más grande del mundo hallado en la provincia del Chubut en 2011 y presentado al público en mayo del 2014. Este dinosaurio, Patagotitan mayorum, es presentado en el documental Attenbourough y el dinosaurio gigante (2016), donde Diego Pol también participó junto a David Attenborough y Ben Garrod.
Ese mismo año, fue uno de los cuatro ganadores de la edición 2013 del Premio Bernardo Houssay del Ministerio de Ciencia, Tecnología e Innovación Productiva, entregados a investigadores menores de 45 años.
En 2023 fue distinguido por la Fundación Konex con el Konex de Platino por su trabajo en Paleontología en la última década.
Actualmente también es director alterno de Ameghiniana, una publicación bimestral de la Asociación Paleontológica Argentina.

## Publicaciones
Selección de las publicaciones más citadas de Diego Polː
- Turner, A. H., Pol, D., Clarke, J. A., Erickson, G. M., & Norell, M. A. (2007). A basal dromaeosaurid and size evolution preceding avian flight. Science, 317(5843), 1378-1381.
- Buckley, G. A., Brochu, C. A., Krause, D. W., & Pol, D. (2000). A pug-nosed crocodyliform from the Late Cretaceous of Madagascar. Nature, 405(6789), 941.
- Pol, D. (2003). New remains of Sphagesaurus huenei (Crocodylomorpha: Mesoeucrocodylia) from the late Cretaceous of Brazil. Journal of Vertebrate Paleontology, 23(4), 817-831.

Puede consultar todas las publicaciones de Diego Pol aquí.

## Abreviatura (zoología)
La abreviatura Pol  se emplea para indicar a Diego Pol como autoridad en la descripción y taxonomía en zoología.

- Datos: Q17274759
- Especies: Diego Pol